# Nemška književnost na Slovenskem
Poleg slovenske literarne produkcije je bila na Slovenskem prisotna še nemška literarna produkcija. S pojmom nemška literarna produkcija označujemo množico nemških tekstov, ki so jih pisali eno- ali dvojezični avtorji in avtorice na slovenskem etničnem prostoru in so bili objavljeni v časopisju ali v samostojni izdaji. 

## Razlogi zanemško književnostna Slovenskem
Slovenski prostor je bil v 19. stoletju času dvojezičen. Nemščina je imela status državnega jezika, slovenščina status deželnega jezika. Nemščina je bila v nadrejenem položaju in je pokrivala vsa področja družbenega delovanja. Imela je utrjen status ožje družinske komunikacije v dvojezičnih meščansko izobraženih krogih, od koder je izhajalo mnogo tedanjih ustvarjalcev in ustvarjalk. 
Ti nemško pišoči slovenski avtorji, ki so izhajali iz nemško govorečih družin, so se slovenščine učili sočasno ali se je naučili kasneje. V nemščini so pisali zato, ker so se v nemškem jeziku počutili bolj kompetentne. Razloga za pisanje v nemščini sta tudi ta, da je bilo več nemških publikacij, ki so objavljale tekste v nemščini in posledično širši recepcijski krog naslovnikov. 
Kljub temu, da je bila ta literatura pisana v nemščini, je vsebovala slovenske komponente (politične, gospodarske, kulturne posebnosti slovenskega prostora).
19. stoletje je tudi čas, ko Slovenci vse pogosteje prevajajo nemške tekste. Tega ne počnejo zato, ker jih Slovenci ne bi znali brati v originalu, ampak zato, da dokažejo, da se v slovenščini da izraziti vse tisto, kar je na najvišji umetniški ravni bilo povedano v nemščini. 
Nemško pišoči slovenski avtorji so objavljali v Illyrisches Blattu, Carniolii ter v nemških, a s slovenskim duhom prežetih glasilih Laibacher Zeitung, Laibacher Tagblatt, Blätter aus Krain itd. Ti časopisi so bili namenjeni dvojezičnim bralcem; slovenskim izobražencem in meščanom.

## Nemško časopisje na Slovenskem
Dovoljenje za nove časopise je podeljeval Cesarski kraljevi cenzurni in policijski dvorni urad na Dunaju. Predložiti so morali seznam delavcev in plačati kavcijo, s katero so zmanjševali število časopisov. 

### Wochentliche Kundtschaftsblatt des Herzogthum Krain (1775–1776)
Izhajal je med letoma 1775 in 1776 in je prinašal kmetijske nasvete, novice, oglase, sporočila o umrlih.  Prinašal je tudi naslove knjig v slovenščini in imena knjigarn, kjer so bralci lahko te knjige kupili. Njegov urednik je bil Balthasar Hacquet, botanik, geolog in zdravnik. Tiskan je bil na osmih listih in je izhajal ob sobotah.

### Laibacher Zeitung (1784–1807 in 1821–1918)
Izhajal je v letih od 1784 do 1807 in od 1821do 1918. Najprej se je imenoval Wöchentliche Ordinari – Laibacher Zeitung (tedenski običajni ljubljanski list). Prinašal je novice iz različnih krajev. Že sam naslov izdaja, s kakšno pošto so novice prispele do tiskarjev. Če so vesti prihajale po redni poštni zvezi, so se časniki imenovali „Ordinari“, če pa so vesti prihajale z izredno pošto, so se časniki imenovali „Extraordinari“. Če so novice prihajale po obeh poteh, se je časnik imenoval „Ordinari in Extra-ordinari“. Vse novice so povzete po tujih časnikih. Časnik je od leta 1784 do 1807 izhajal tedensko in od 1821 do 1850 je izhajal dvakrat do trikrat na teden, po letu 1850 pa je izhajal vsak dan, razen v skrajnih rimerih (npr. prazniki). Prvi časnik na Kranjskem je izdajala tiskarska in založniška rodbina Mayr, kasneje Janez Friderik Egger. 

### Priloge časnika Laibacher Zeitung
- Laibacher Wochenblatt zum Nutzen und Vergnugen (1804–1810 in 1814–1818)
- Ilyrisches Blatt (1819–1849)
- Blätter aus Krain (1857–1865)
- Politisches Blatt (1848)
- Illustriertes Unterhaltungsblatt. Belletristische Wochenschrift fur die Abonnenten der Laibacher Zeitung (1911–1914).

#### Politisches Blatt (1848)
Izhajal je od leta 1848 kot „Extra-Beilage zur Laibacher zeitung“.  Urednik je bil Leopold Kordesch. Pisal je o dnevnih političnih dogodkih.

#### Illyrisches Blatt(1819–1849)
Izbira naslova priča o njegovi nacionalni in nadregionalni identiteti (list za Ilirijo), saj je bil namenjen avstrijskim, slovenskim, italijanskim in hrvaškim bralcem. Predvsem je bil razširjen med bralstvom na Kranjskem, Leopold Kordesch, njegov najpomembnejši urednik , pa si je prizadeval, da bi časopis postal osrednja publikacija v Ilirskem kraljestvu. Ilirsko kraljestvo je bilo ustanovljeno leta 1816 kot formalna državno-pravna enota v habsburški monarhiji. Ilirija je obsegala severni del Ilirskih provinc. Vojvodina Kranjska je bila v središču te državno-pravne enote. 
Izhajal v letih 1819 in 1849 kot priloga osrednjega političnega časnika Laibacher Zeitunga in je kot samostojna periodična publikacija izhajal v nemščini. 
Večkrat je spremenil svoj naslov. V letih 1819–1827 se je imenoval Ilyrisches Blatt zum Nutzen und Vergnugen, v letih 1828 – 1846 je bil naslov le Ilyrisches Blatt,  v zadnjem obdobju pa se je imenoval Ilyrishes Blatt, Zeitschrift fur Vaterland, Kunst, Wissenscaft und geselliges Leben.
Do leta 1846 je Ilirski list izhajal kot tednik, od leta 1819 do 1827 ob petkih, med letoma 1828 in 1838 ob sobotah, od leta 1839 do 1845 ob četrtkih. Od leta 1846 do 1849 je izhajal dvakrat tedensko, ob torkih in sobotah.
Njegova funkcija je bila razvedrilna, didaktična in domovinska. Poleg literarnih besedil v nemščini, je objavljal tudi manjše število tovrstnih prispevkov v drugih jezikih. Med nenemškimi besedili zasedajo prvo mesto besedila v slovenskem jeziku, saj je izhajal na slovenskem ozemlju. Slovenska besedila so bila objavljena bodisi vzporedno z nemškimi besedili bosidi kot samostojni literarni prispevek. V njem so objavlali France Prešeren, Matija Čop, Miha Kastelic, Jakob Zupan, France Malavašič, Jožef Žemlja, Blaž Potočnik in Leopold Kordesch. Prispevke mnogih avtorjev je Iliryshes Blatt objavljal anonimno. Prešeren je tu leta 1834 objavil Sonetni venec. Ilirisches Blatt je zamenjal kar nekaj urednikov. Pomembnejša urednika sta bila Carel Ullepitsch in Leopold Kordesch, ki sta časopis dvignila na višjo literarnoestetsko in kritiško kakovostno raven. S časopisom je začel sodelovati širok krog književnikov. Časopis je objavljal poezijo, prozo, dramska besedila, literarnozgodovinska, literarnokritiška ter gledališkokritiška besedila, didaktična besedila, zgodovinske, etonografske, naravoslovne vsebine z domovinskim in regionalnim poudarkom, uporabna besedila (npr. medicinski nasveti), informativna besedila (zanimivosti iz domovine in sveta) in humoristična besedila. Pomembna je bila rubrika „Theaterbericht“, ki je ocenjevala nemško dramsko produkcijo Stanovskega gledališča v Ljubljani (Standisches Theater).
Bralstvo časopisa je bilo meščanskega in malomeščanskega porekla.

#### Blätter aus Krain(1857–1865)
Po nekajletnem premoru po koncu izhajanja Ilyrisches Blatta je začel Laibacher Zeitung izdajati prilogo Blätter aus Krain. Priloga je izhajala enkrat tedensko v letih 1857 – 1865. V njem so objavljali pesnica Luiza Pesjakova, pisatelj ter časnikar Jakob Alešovec, publicist, lirik, pripovednik in kritik Leopold Kordesch in drugi. Priloga je prinašala pesmi, novele, pripovedi, biografije ter znanstvene prispevke. Poljudnoznanstvene prispevke so pisali etnolog in naravoslovec Viljem Urbas, zgodovinar in publicist Henrik Costa, zgodovinar in časnikar Peter Radics. Osnovni namen časopisa je bil seznanjati bralce s slovensko zgodovino in etnografijo. Rubriki Verschiedenes in Literarisches sta prinašali novice o ljubljanskem gledališču in novice o novih knjižnih izdajah. List so tiskali v Kleinmayrjevi tiskarni. 
Poleg Laibacher Zeitunga, ki je izhajal v Ljubljani, so tudi v drugih slovenskih mestih izhajali časopisi:
Ciller Zeitung (Celje)
Marburger Zeitung (Maribor)
Pettauer Zeitung (Ptuj)
Gottscheer Zeitung (Kočevje).

Po koncu izhajanja Laibachar Zeitunga se začnejo pojavljati različni Ljubljanski časopisi, ki izhajajo v letih 1784–1807 in 1821–1918:
- Kleinmayrische Laibacher Zeitung

Leta 1783 je Ignac Alojz Kleinmayr začel izdajati ljubljanski časopis z naslovom Wochentliche Auszug von Zeitungen, ki se je leta 1784 preimenoval v Laibacher Zeitung. Leta 1789 se deli časopis na dva dela: prvi del prinaša domače (inlandische), drugi pa tuje (auslandische) novice. V največji meri časopis prinaša politične novice iz evropskih časopisov.
- Merkische Laibacher Zeitung (1788–1797)

Ignac Merk je bil najprej vodja tiskarne pri Ignacu Alojzu Kleinmayrju, leta 1786 pa mu je bilo dovoljeno odpreti lastno tiskarno v Ljubljani. Merk je Kleinmayrjev Laibacher Zeitung posnemal pri imenu in pri zunanji podobi.
- Degotardische Laibacher Zeitung (1799–1800)

Leta 1799 ga je začel tiskati Anton Degotardi. Zadnja številka je izšla leta 1800.
- Leopold Egerische Laibacher Zeitung (1800–1807)

## Carniolia (1838–1844)
Časopis je izhajal  v letih 1838 – 1844.  Ustanovitelj časopisa je bil Leopold Kordesch, za njim od leta 1840 dalje Franz Hermannstahl, proti koncu izhajanja pa zopet Kordesch. Carniolio je tiskal Jožef Blaznik. Dovoljenje za izdajo je dal deželni guverner Schmidburg, česar ne bi smel, saj so dovoljenje lahko dali le Cesarski kraljevi cenzurni in policijski dvorni urad na Dunaju. Kordesch je leta 1838 poslal pismo Schmitburgu, v katerem ga je prosil za dovoljenje za izhajanje slovenskega političnega lista z imenom Slovenske ali Kranjske novice. Tem je želel dodati še prilogo Zora. Zavedal se je, da so možnosti za dovoljenje majhne, zato je predlagal, naj izhaja kot priloga nemškemu časopisu Carnioli. Schmidburg je to prošnjo poslal na Dunaj, kjer sploh niso vedeli, da v Ljubljani izhaja Carniolia. Začeli so poizvedovati o Kordeschu. Zakompliciralo se je pri 3. ali 4. izdaji, ko je Kordesch napisal pesem o tem, kako se lipa naslanja na hrast (lipa je simbol slovenstva, hrast simbol nemštva). Razpredali so, da je govoril o težavah pri izidu lista, čeprav to ni bilo res. Policija ga je ves čas nadzorovala, izgnali so ga na lastne stroške, ker sam ni imel dovolj denarja. Carniolia je nehala izhajati leta 1844.
Carniolia je v času svojega izhajanja dvakrat zamenjala podnaslov. Najprej je bila  Vaterländische Zeitschrift und Unterhaltungsblatt für Kunst, od leta 1844 pa Zeitschrift für Kunst, Wissenschaft und geselliges Leben.  
Carniolia je izhajala dvakrat tedensko, vsak ponedeljek in petek. Njena publika so bili Nemci in Slovenci. Zanjo so pisali slovensko in nemško pisoči avtorji ( France Prešeren, Henrik Costa): slovenski zato, ker niso imeli časopisa v svojem lastnem jeziku. Carniolio odlikujejo domoznanski prispevki, domovinske teme in poljudnoznanstveni eseji. Glavni namen časopisa je bil na zabaven način bralcu predstaviti lepote dežele in ga poučiti o zgodovinskih, bioloških, gospodarskih in drugih dejstvih. Carniolia je prinašala tudi pesmi, povesti, novele, prevode, gledališke in literarne kritike. V zadnjem letniku je Kordesch začel objavljati serijo barvih litografij kranjskih narodnih noš, ki jih je zbral narodopisec, pesnik in etnolog Emil Korytko, ki je leta 1837 prispel na Kranjsko. 
V časopisu so bili prazni deli, da so ljudje videli, kaj vse je cenzura črtala.

## Nemško pišoči književniki in književnice na Slovenskem

### Leopold Kordesch
- 6. november 1808 Kamna Gorica,  † 1879

Njegova mati je bila hči železničarskega delavca, njegov oče je bil doktor prava Anton Plemeniti Gogala iz okolice Radovljice. Kordesch je imel na izbiro, ali bo študiral za teologo ali šel v vojsko. Zaradi pomanjkanja denarja je odšel v vojsko, vendar jo je kmalu zapustil. V Ljubljani je začel leta 1838 izdajati Carniolio.
Ustanovil je delniško družbo in s tem denarjem je želel ustanoviti gledališče, a je zadeva propadla. Velikokrat se je na pomoč obrnil k Luizi Pesjakovi in Petru von Radicsu. Preselil se je v Gradec, kjer je postal urednik Gradze Zeitunga in leta 1850 ustanovil časopis Der Magnet.
Imel se je za Slovana, ki piše v nemškem jeziku, zaradi česar so ga kasnejše generacije izbrisale iz spomina. Bil je urednik Ilyrisches Blatta in Laibacher Zeitunga ter Carniolie, katero je podprl tudi France Prešeren. Zavedal se je, da vsi narodi zahtevajo združitev, zato je v Ilyrisches Blattu objavil članek o Jožefu Mazziniju, ki je pisal papežu, da se mora Italija združiti in ga pozval, naj on postane predsednik Italije. Kordesch je s tem pismom želel pokazati, kaj si nekateri upajo in da je čas, da tudi Slovenci kaj spremenijo.

### Rudolf Gustav Puff
- *10. julij 1808 Holzbaueregg (Avstrija), † 20. junij 1865 Maribor.

Bil je gimnazijski profesor, pesnik, publicist in direktor nemškega gledališča. 
Bil je Nemec, ki se je vključil v slovensko okolje in se naučil slovenščine. Slovenščino je vrednotil pozitivno in jo sprejemal kot sestavni kulturni del  Štajerske in Avstrije. Pisal je zlasti potopisne knjige in bil je prvi, ki je pisal o štajerskih krajih na Slovenskem . Leta 1854 je izdal knjigo  Wegweiser in sämmtliche Gesundbrunnen und Bäder der Steiermark. Pisal je monografijo o Pohorju, besedila za ljudske koledarje. Je prvi, ki je začel delno na turističen način, delono na potopisen način opisovati naše kraje.  Leta 1843 v Gradcu izdal Der Fussreisende durch Steiermark, prvi vodnik za potovanja po vsem slovenskem Štajerskem. Osrednje Puffovo topografsko in zgodovinsko delo je monografija o Mariboru - Marburg in Steiermark, seine Umgebung, Bewohner und Geschichte – ki je izšla leta 1847.

### Peter Plemeniti Radics
- *26. september 1836 v Postojni, , † 24. september 1912 v Ljubljani.

Študiral je zgodovino in germanistiko. Pisal je v nemščini. Objavljal je v Laibach Zeitungu. Bil je prvi, ki se je lotil raziskovanja nemškega gledališča na Kranjskem. Ukvarjal se je tudi z Valvazorjem. 
Tudi Radicseva žena Hedwig Radics Kaltenbrunner je pisala in objavljala. Dopisovala se je z znamenitimi pisateljicami tistega časa. Imela je napredne ideje; leta 1886 je ustanovila  prvo izposojeno knjižnico v Ljubljani. Imela je pretežno nemške knjige. Radics je bil naprošen, naj napiše prispevek o Kranjski, a ga je napisal le delno, saj ga je prehitela smrt. Članek o nemškem gledališču na Slovenskem je dokončala njegova žena.

## Henrik Costa
Henrik Costa je napisal dnevnik o ljubljanskem kongresu. Gre za zgodovinski dogodek, ki je Ljubljano postavil v center sveta. Odvijal se je leta 1821, od 1. januarja do konec maja. Ta čas so tu prebivali najpomembnejši evropski vladarji in politiki. Namen kongresa je bil Evropo restavrirati, jo postaviti v prejšnje stanje. Glavni je bil knez Metternich. O tem kongresu se ni poročalo nič. Metternich je določil, kaj se bo povedalo in kaj ne. Poročalo se je o vremenu, o tem, kdo je odšel in kdo prišel, o zunanjih dogodkih, plesih, rojstnih dnevih itd. O tem je pisal dnevnik publicist Henrik Costa, ki se je zavedal pomena kongresa. V dnevniku je povedal, da bo pisal stvarno. Poročal je suhoparno, saj je želel napisati stvaren tekst in ne zabaven tekst. Omejen je bil na tiste novice, ki jih je sam videl. Vsak dan je zabeležil temperaturo, datum, kdo je prišel in kdo odšel. Dnevnik je hotel objaviti, a ga je še prej moral poslati na cenzuro na Cesarsko kraljevi cenzurni in policijski dvorni urad na Dunaj. Dnevnika mu od tam niso poslali nazaj. Njegova hči Kornelija Costa Schollmayer je rekonstruirala dnevnik. Ta dnevnik je našla Eva Holz, ga transkripirala v latinico, napisala spremno besedo in študijo o Henriku Costi in ljubljanskem kongresu, dodala spisek ljudi, ki so bili tedaj v Ljubljani in kje so stanovali in nekaj bakrorezov iz tistega časa ter ga objavila v slovenskem in nemškem jeziku. Knjiga je izšla leta 1996.

## Nemško gledališče na Slovenskem
Od 17. stoletja naprej so bile vse predstave v nemščini. Prva gledališka skupina je igrala leta 1653. Igrali so potujoči komedijanti in gledališke skupine, ki jih je mesto anganžiralo za sezono. Sezona je trajala od novembra do velike noči in v Ljubljani lahko govorimo o precej redni gledališki sezoni. 
Skupine so igrale v Nemškem stanovskem gledališču, kjer danes stoji Slovenska filharmonija.